# Рейнольдс (Індіана)
Рейнольдс (англ. Reynolds) — місто (англ. town) в США, в окрузі Вайт штату Індіана. Населення — 531 особа (2020).

## Географія
Рейнольдс розташований за координатами 40°44′57″ пн. ш. 86°52′27″ зх. д. / 40.74917° пн. ш. 86.87417° зх. д. (40.749196, -86.874280).  За даними Бюро перепису населення США в 2010 році місто мало площу 1,43 км², уся площа — суходіл.

## Демографія
Згідно з переписом 2010 року, у місті мешкали 533 особи в 215 домогосподарствах у складі 151 родини. Густота населення становила 372 особи/км².  Було 244 помешкання (170/км²).
Расовий склад населення:
| - 91,4 % — білих - 2,1 % — корінних американців - 0,2 % — чорних або афроамериканців - 5,3 % — осіб інших рас |

До двох чи більше рас належало 1,1 %. Частка іспаномовних становила 9,9 % від усіх жителів.
За віковим діапазоном населення розподілялося таким чином: 24,4 % — особи молодші 18 років, 59,5 % — особи у віці 18—64 років, 16,1 % — особи у віці 65 років та старші. Медіана віку мешканця становила 38,8 року. На 100 осіб жіночої статі у місті припадало 89,7 чоловіків;  на 100 жінок у віці від 18 років та старших — 94,7 чоловіків також старших 18 років.
Середній дохід на одне домашнє господарство  становив 62 494 долари США (медіана — 50 167), а середній дохід на одну сім'ю — 78 037 доларів (медіана — 58 125). Медіана доходів становила 44 861 долар для чоловіків та 25 179 доларів для жінок. За межею бідності перебувало 6,2 % осіб, у тому числі 7,5 % дітей у віці до 18 років та 3,3 % осіб у віці 65 років та старших.
Цивільне працевлаштоване населення становило 316 осіб. Основні галузі зайнятості: освіта, охорона здоров'я та соціальна допомога — 20,6 %, виробництво — 20,3 %, роздрібна торгівля — 14,9 %, сільське господарство, лісництво, риболовля — 12,3 %.